# Ducado de Guastalla
O Ducado de Guastalla foi um antigo estado italiano que existiu entre 1621 e 1748. Inicialmente era um condado governado pela família Torelli, mas Ferrante I Gonzaga adquiriu-o à última herdeira daquela família em 1538. A partir daí, o ramo dos Gonzaga-Guastalla governou este estado que, em 1621 foi elevado à dignidade ducal.
Este pequeno território encontrava-se encravado (a sul, oeste e leste) no Ducado de Módena e Régio tendo a norte o rio Pó, na margem oposta ao Ducado de Mântua.

## História
Em 2 de julho de 1621 o imperador Fernando II elevou o condado a ducado. Ferrante II Gonzaga, que morreu de peste, tornou-se no primeiro duque da cidade. Foi sucedido por seu filho César II Gonzaga com quem Guastalla expandiu o território pela anexação de Dosolo, Luzzara e Reggiolo, até aí controladas pelo Ducado de Mântua.
Em 1632 sucede-lhe o filho Ferrante III que, sem herdeiro varão, foi sucedido pelo genro Fernando Carlos I Gonzaga. Mas em 1692 o duque foi acusado de felonia e o imperador Leopoldo I atribuí Guastalla a Vicente Gonzaga, casado com a segunda filha de Ferrante III.
Durante a Guerra da Sucessão Espanhola, Guastalla foi palco de violentos confrontos entre as tropas francesas de Luís XIV e as forças imperiais comandadas pelo príncipe Eugénio de Saboia. Guastalla foi ela própria atacada e apesar da sua heroica defesa foi forçada a render-se.
A linha da família Gonzaga iniciada por Ferrante I, conhecida pelos Gonzaga-Guastalla, governou o estado até à morte do último duque, José Maria Gonzaga, ocorrida em 1746. Os austríacos ocupam a cidade e incluem-na na Lombardia mas, pelo Tratado de Aquisgrano, Guastalla foi atribuída ao Ducado de Parma e Placência, governado pela casa de Bourbon.
Em 1802, foi anexado pela República Cisalpina, vindo a tornar-se num ducado autónomo em 1806 atribuído a Paulina Bonaparte.
Em 1815, foi devolvido ao Ducado de Parma e Placência. Em 1847, com a morte de Maria Luísa de Áustria, Guastalla passou para o Ducado de Módena e Régio sendo, por fim, integrado no Reino de Itália.

## Território
Na sua extensão máxima, o ducado de Guastalla controlou também do principado de Bozzolo e territórios anexos (Rivarolo Mantovano, San Martino dall'Argine, Pomponesco, Commessaggio, Ostiano, Isola Dovarese) e o ducado de Sabioneta.

## Ligações Externas
- Genealogia dos Gonzaga, duques de Guastalla (em italiano)